# Preis der Stadt Wien für Musik
Der Preis der Stadt Wien für Musik ist der seit 1947 jährlich verliehene Musikpreis der Stadt Wien. Der Preis ist mit 10.000 Euro dotiert (Stand 2020).

## Preisträger
- 1947: Hanns Jelinek
- 1948: Hans Erich Apostel
- 1949: Theodor Berger
- 1950: Karl Schiske
- 1951: Johann Nepomuk David
- 1952: Joseph Marx
- 1953: Egon Wellesz
- 1954: Josef Matthias Hauer
- 1955: Ernst Krenek
- 1956: kein Preis verliehen
- 1957: kein Preis verliehen
- 1958: Gottfried von Einem
- 1959: Alexander Spitzmüller
- 1960: Franz Salmhofer
- 1961: Alfred Uhl
- 1962: kein Preis verliehen
- 1963: Anton Heiller
- 1964: kein Preis verliehen
- 1965: kein Preis verliehen
- 1966: Armin Kaufmann
- 1967: Otto Siegl
- 1968: Ernst Tittel
- 1969: Marcel Rubin
- 1970: kein Preis verliehen
- 1971: Robert Schollum
- 1972: Rudolf Weishappel
- 1973: Augustin Kubizek
- 1974: Friedrich Cerha
- 1975: Paul Kont
- 1976: Karl Heinz Füssl
- 1977: Roman Haubenstock-Ramati
- 1978: Fritz Leitermeyer
- 1979: Thomas Christian David
- 1980: Kurt Schwertsik
- 1981: Francis Burt
- 1982: Heinrich Gattermeyer
- 1983: Paul Angerer
- 1984: Erich Urbanner
- 1985: Anestis Logothetis
- 1986: Iván Eröd
- 1987: Heinz Kratochwil
- 1988: Kurt Rapf
- 1989: Heinz Karl Gruber
- 1990: Otto M. Zykan
- 1991: Dieter Kaufmann
- 1992: Luna Alcalay
- 1993: György Ligeti
- 1994: Paul Walter Fürst
- 1995: Gösta Neuwirth
- 1996: Michael Gielen
- 1997: René Clemencic
- 1998: Helmut Eder
- 1999: Eugene Hartzell
- 2000: Herbert Lauermann
- 2001: Franz Koglmann
- 2002: Georg Friedrich Haas
- 2003: Beat Furrer
- 2004: Wolfgang Mitterer
- 2005: Olga Neuwirth
- 2006: Renald Deppe
- 2007: Michael Mantler
- 2008: Bernhard Lang
- 2009: Mathias Rüegg
- 2010: Michael Jarrell
- 2011: Herwig Reiter
- 2012: Johannes Maria Staud
- 2013: Gabriele Proy
- 2014: Patrick Pulsinger
- 2015: Bernd Richard Deutsch
- 2016: Thomas Wally
- 2017: Roland Neuwirth
- 2018: Wolfgang Sauseng
- 2019: Christina Nemec
- 2020: Jorge Sánchez-Chiong
- 2021: Katharina Klement
- 2022: Elisabeth Schimana
- 2023: Max Nagl
- 2024: Clara Luzia Priemer-Humpel, Förderungspreise: Esra Özmen, Georg Alexander Vogel[2]
- 2025: Bulbul, Förderungspreise: Marlene Flora Dorothea Geißelbrecht, Christoph Ressi[3]